# Bibliothèques à Bakou
Les bibliothèques à Bakou - bibliothèques situées sur le territoire de la ville de Bakou.

## Histoire
La première bibliothèque publique de Bakou était une salle de lecture appelée «quartier Nariman», ouverte avec l'approbation du gouverneur de Bakou, Gortchakov, en août 1894. La bibliothèque a été fermée en 1896.

## Bibliothèque présidentielle
La Bibliothèque présidentielle pour les affaires du Président de la République d'Azerbaïdjan a été créée en 2003 sur la base de deux bibliothèques: la ville de Bakou - Bibliothèque centrale de la ville (ancienne bibliothèque du nom de Lénine) et la Bibliothèque de la Section des services généraux de la République d'Azerbaïdjan Administration (ancienne bibliothèque de la Maison de l’éducation politique).
La bibliothèque a reçu son statut pour les affaires du président de la République d'Azerbaïdjan conformément au décret du président de l'Azerbaïdjan en date du 22 juin 2009.

## Bibliothèque nationale
La Bibliothèque nationale est l'une des plus grandes bibliothèques nationales du Caucase. La bibliothèque a été créée en 1922. L'ouverture officielle a eu lieu le 23 mai 1923. En 1925, le fonds comptait 51 000 livres, magazines, journaux et autres imprimés. En 1928, ce chiffre atteignait 300 000. En 1939, la bibliothèque porte le nom de l'éducatrice, dramaturge et penseuse azerbaïdjanaise Mirza Fatali Akhundzadeh. En 2004, par décision du Conseil des ministres, la Bibliothèque a obtenu le statut de «nationale».
Le centre de formation a été créé à la bibliothèque en 2001. En 2008, une salle de lecture virtuelle du fonds de thèse électronique de la bibliothèque d'État russe a été ouverte à la Bibliothèque nationale. Depuis 2005, la Bibliothèque nationale est membre de l'organisation internationale de la Conférence des bibliothécaires nationaux européens. Il coopère également avec l'Assemblée des bibliothèques d'Eurasie, la Bibliothèque européenne, le Conseil d'administration des bibliothèques nationales des pays turcophones et le Conseil des bibliothèques nationales de l'Organisation de coopération et de développement économiques.

## Bibliothèque centrale de la ville
La bibliothèque centrale de la ville a été ouverte en mars 1919 conformément à la décision du Département de la culture et de l'éducation de l'Union de la société de consommation azerbaïdjanaise, adoptée en 1918.
En 1941, le premier service bibliographique a été créé à la Bibliothèque centrale de la ville

## Bibliothèque de la jeunesse républicaine
La Bibliothèque républicaine de la jeunesse nommée d'après Jafar Jabbarli (en azerbaïdjanais Cəfər Cabbarlı adına Respublika Gənclər Kitabxanası) a été fondée en 1928.
Depuis 1937, la bibliothèque s'appelle la bibliothèque Jafar Jabbarli en l'honneur du dramaturge azerbaïdjanais.
En 1976, la bibliothèque a obtenu le statut de bibliothèque de la jeunesse républicaine

## Bibliothèque pour les malvoyants d'Azerbaïdjan
La bibliothèque pour les malvoyants d'Azerbaïdjan (en azerbaïdjanais Respublika Gözdənəlillər Kitabxanası) a été créée en 1981 conformément au décret du Présidium de l'administration centrale de la Société des aveugles d'Azerbaïdjan en date du 23 mai 1980.
En janvier 1994, la bibliothèque a été transférée au ministère de la Culture de l'Azerbaïdjan.
La bibliothèque contient des livres imprimés en braille, ainsi que des livres audio.

## Bibliothèque scientifique d'UEB
La bibliothèque scientifique de l'Université d'État de Bakou (UEB) a été ouverte en 1919 à l'initiative du gouvernement de la République démocratique d'Azerbaïdjan.
Selon l'ordre du Conseil des commissaires du peuple, en 1920-1922, des livres de divers départements et organisations ont été transférés à la bibliothèque.

## Bibliothèque scientifique centrale de l'ANAS
La Bibliothèque scientifique centrale de l'ANAS fonctionne depuis novembre 1923. Le fonds de la bibliothèque a été créé dans ses premières années. À cette époque, la collection de la bibliothèque comprenait 430 livres et 200 manuscrits. Au stade initial, l'intelligentsia azerbaïdjanaise a joué un rôle important dans l'organisation du fonds des bibliothèques. Ils ont remis à la bibliothèque des livres de leurs propres bibliothèques. En 1934, un fonds d'échange spécial a été créé au sein de la CEI pour l'échange de documents imprimés avec les organisations scientifiques de l'URSS et des pays étrangers.
En 1967, il déménage dans le bâtiment principal de l'ANAS, situé sur le campus de l'Académie IEC. En 1972, le système de bibliothèques centralisées de l'ANAS a été créé. Le but de la création de la Bibliothèque scientifique centrale est de promouvoir les réalisations politiques, économiques, sociales et culturelles de l'Azerbaïdjan, d'élargir l'utilisation de la langue azerbaïdjanaise dans les ressources d'information, d'améliorer le support informationnel de la recherche scientifique moderne.

## Bibliothèque parlementaire
La Bibliothèque parlementaire d'Azerbaïdjan a été créée en 1997. La bibliothèque a été fondée avec le soutien de la Grande Assemblée nationale de Turquie
En 2000, un centre de coordination a été créé pour l'échange de documents officiels, de livres, etc. entre les bibliothèques parlementaires des pays de la CEI.

## Bibliothèque de l'Université Khazar
La bibliothèque et centre d'information de l'Université Khazar est la bibliothèque de l'Université Khazar.